# Сподни Лог (община Лития)
Вижте пояснителната страница за други значения на Сподни Лог.
Сподни Лог (на словенски: Spodnji Log) е село в Словения, регион Средна Словения, община Лития. Според Националната статистическа служба на Република Словения през 2015 г. селото има 231 жители.